# Фотинский, Александр Петрович
Алекса́ндр Петро́вич Фотинский (23 января 1859 — 10 июня 1924) — русский лесничий и общественный деятель, член IV Государственной думы от Минской губернии.

## Биография
Православный. Из потомственных дворян Минской губернии. Землевладелец Пинского уезда.
Окончил Петровскую сельскохозяйственную академию (1882).
По окончании академии поступил на службу по лесному ведомству, которую проходил в шести губерниях. Начав с должности помощника лесничего, дослужился до старшего лесного ревизора во Владимирской губернии. Значительный период службы (14 лет) пришелся на службу в Киевской губернии, где Фотинский состоял также одно трехлетие почетными мировым судьей и три трехлетия заведующим воинско-конским участком. Во время Всеобщей переписи населения 1897 года заведовал переписным участком.
В 1910 году вышел в отставку и поселился в своем имении Полкотичи в Пинском уезде, где занялся сельским хозяйством. Избирался гласным Пинского уездного земского собрания и председателем Пинской уездной земской управы (1911—1917). Состоял почетным членом Смелянского общества правильной охоты и почетным блюстителем Белозерского двухклассного училища.
В 1912 году был избран членом Государственной думы от Минской губернии. Входил во фракцию русских националистов и умеренно-правых (ФНУП), после её раскола в августе 1915 — в группу прогрессивных националистов и Прогрессивный блок. Состоял секретарем земельной комиссии (со 2 декабря 1916), а также членом комиссий: по рыболовству, сельскохозяйственной и по исполнению государственной росписи доходов и расходов.
Умер 10 июня 1924 года в Пинске. Похоронен на приходском православном кладбище по улице Спокойной. Был женат, имел двух дочерей Веру и Евгению.

## Награды
- Орден Святого Станислава 3-й ст.;
- Орден Святой Анны 3-й ст.;
- Орден Святого Станислава 2-й ст.